# لوئیز فارستیر
لوئیز فارستیر (انگلیسی: Louise Forestier; ۱۰ اوت ۱۹۴۲ –) خواننده، ترانه‌پرداز و بازیگر اهل کانادا بود. او برندهٔ جوایزی همچون رتبهٔ عضو نشان کانادا شده است.